# Наггель, Мартин
Мартин Наггель (эст. Martin Naggel; 22 мая 1990, Тарту) — эстонский футболист, левый защитник.

## Биография
Воспитанник клуба «Таммека» (Тарту). В начале взрослой карьеры долгое время играл за резервные составы клуба в низших лигах Эстонии, в весенней части 2011 года также выступал на правах аренды за клуб «Лоотос» (Пылва). В основной команде «Таммеки» дебютировал в высшей лиге Эстонии почти в 22-летнем возрасте, 31 марта 2012 года в матче против «Левадии». Свой первый гол в элите забил 29 марта 2014 года в ворота таллинского «Калева». Всего за четыре года в основном составе «Таммеки» сыграл 93 матча и забил один гол в высшем дивизионе.
В 2016 году перешёл в другой клуб высшей лиги — «Пайде ЛМ», но не смог пробиться в состав и только четыре раза выходил на замены в матчах чемпионата. В 2017 году перешёл в «Калев» (Таллин), с которым в том же году стал вторым призёром первой лиги Эстонии, а после выхода «Калева» в высший дивизион играл только за резервные команды клуба.